# 160001 Bakonybél
A 160001 Bakonybél (ideiglenes jelöléssel 2006 GU31) a Naprendszer kisbolygóövében található aszteroida. Sárneczky Krisztián fedezte fel 2006. április 5-én.